# Tim Willits
Tim Willits amerikai játéktervező, az id Software fő tervezője és résztulajdonosa, aki a University of Minnesota-án diplomázott le. 1995-ben csatlakozott az id Software-hez, miután lenyűgözte a Doom készítőit a játékhoz készített saját pályáival, amit az interneten keresztül ingyenesen terjesztett. Később a Doom 3 fő tervezője lett és a Quake 4 vezető producere. A 2005-ben megjelent Doom filmben Willits is szerepel, Dr. Willits néven.

## Munkái
A következő videójátékok elkészítésében vett részt:
- 1993 – Doom
- 1995 – The Ultimate Doom
- 1996 – Strife
- 1996 – Quake
- 1996 – Quake II
- 1999 – Quake III Arena
- 2000 – Quake III Team Arena
- 2004 – Doom 3
- 2005 – Quake 4
- 2011 – Rage